# 6,7-Дигидроптеридинредуктаза

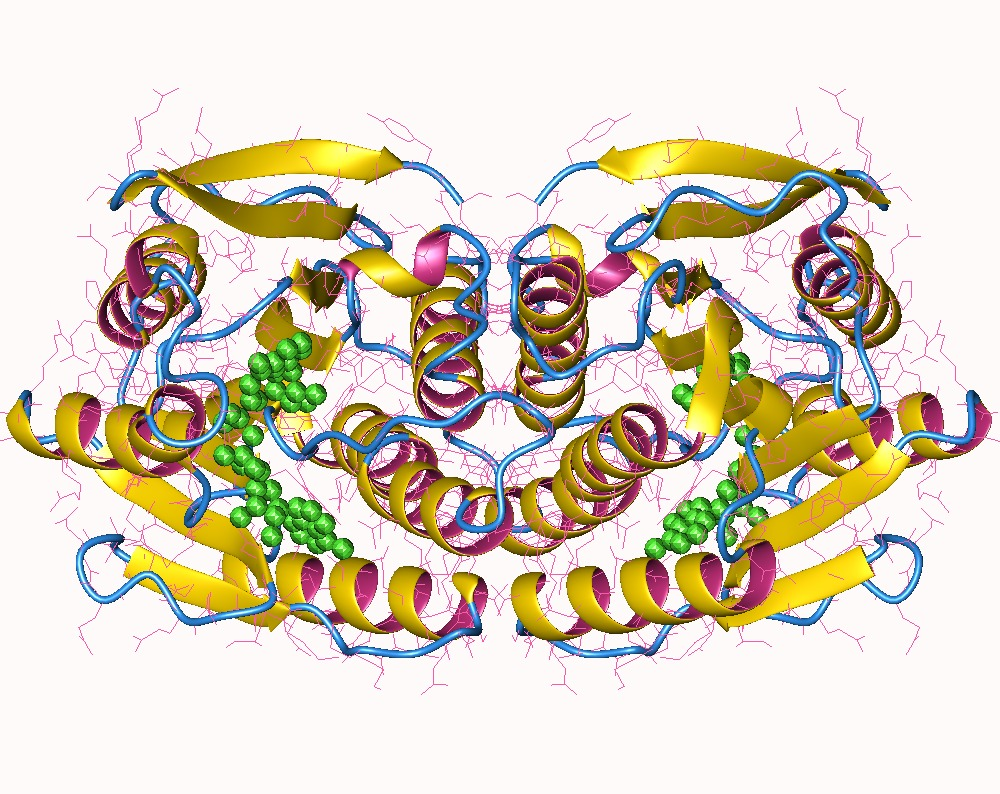

6,7-Дигидроптеридинредуктаза — фермент, катализирующий следующую реакцию:
5,6,7,8-тетрагидроптеридин + NAD+ = 6,7-дигидроптеридин + H+ + NADH
Дигидроптеридинредуктаза играет важную роль в регенерации тетрагидробиоптерина — кофактора, участвующего в ряде реакций гидроксилирования, в результате которых происходит образование тирозина, дофамина, норадреналина и серотонина.
В организме человека данный фермент кодируется геном QDPR.

## Патологии
Недостаточность дигидроптеридинредуктазы — редкое генетическое заболевание, одна из шести известных причин недостаточности тетрагидробиоптерина. Заболевание проявляется отставанием в психическом развитии и гиперфенилаланинемией. Терапия включает диету с ограничением фенилаланина и назначение тирозина и леводопы.